# Земля і пристрасть
«Земля і пристрасть» (порт. Terra e Paixão) — бразильська теленовела, створена Вальсіром Карраско. У головних ролях Кауа Реймонд, Барбара Рейс, Джонні Массаро, Пауло Лесса, Дебора Фалабелла, Агата Морейра, Тоні Рамос і Глорія Пірес. Він транслювався на TV Globo з 8 травня 2023 року по 19 січня 2024 року.

## Сюжет
Історія жінки, керованої силою любові та керованої прагненням справедливості, перетинається з історією сім’ї, розділеної амбіціями та багатьма таємницями.

## У ролях
- Кауа Реймонд — Кайо Мейреллес Ла Сельва
- Барбара Рейс — Аліне Баррозу Мачаду
- Джонні Массаро — Даніель Ла Сельва
- Паулу Лесса — Джонатас душ Сантуш
- Дебора Фалабелла — Лусінда до Карму Аморім
- Агата Морейра — Граса Боргін Жункейра
- Тоні Рамос — Антоніо Ла Сельва
- Глорія Пірес —Ірен Пінейру Ла Сельва
- Еліане Джардіні — Агата Сантіні Ла Сельва
- Тата Вернек — Анелі до Карму / Райнья Делісія
- Райнер Кадет — Луїджі Сан Марко